# Lequio Tanaro
Lequio Tanaro ist eine italienische Gemeinde in der Provinz Cuneo (CN), Region Piemont.

## Lage und Einwohner
Lequio Tanaro liegt knapp 40 km nordöstlich von der Provinzhauptstadt Cuneo entfernt. Das Gemeindegebiet umfasst eine Fläche von 12,2 km² und hat 708 Einwohner (Stand 31. Dezember 2023).
Die Nachbargemeinden sind Bene Vagienna, Dogliani, Farigliano, Monchiero, Narzole, Novello und Piozzo.

## Geschichte

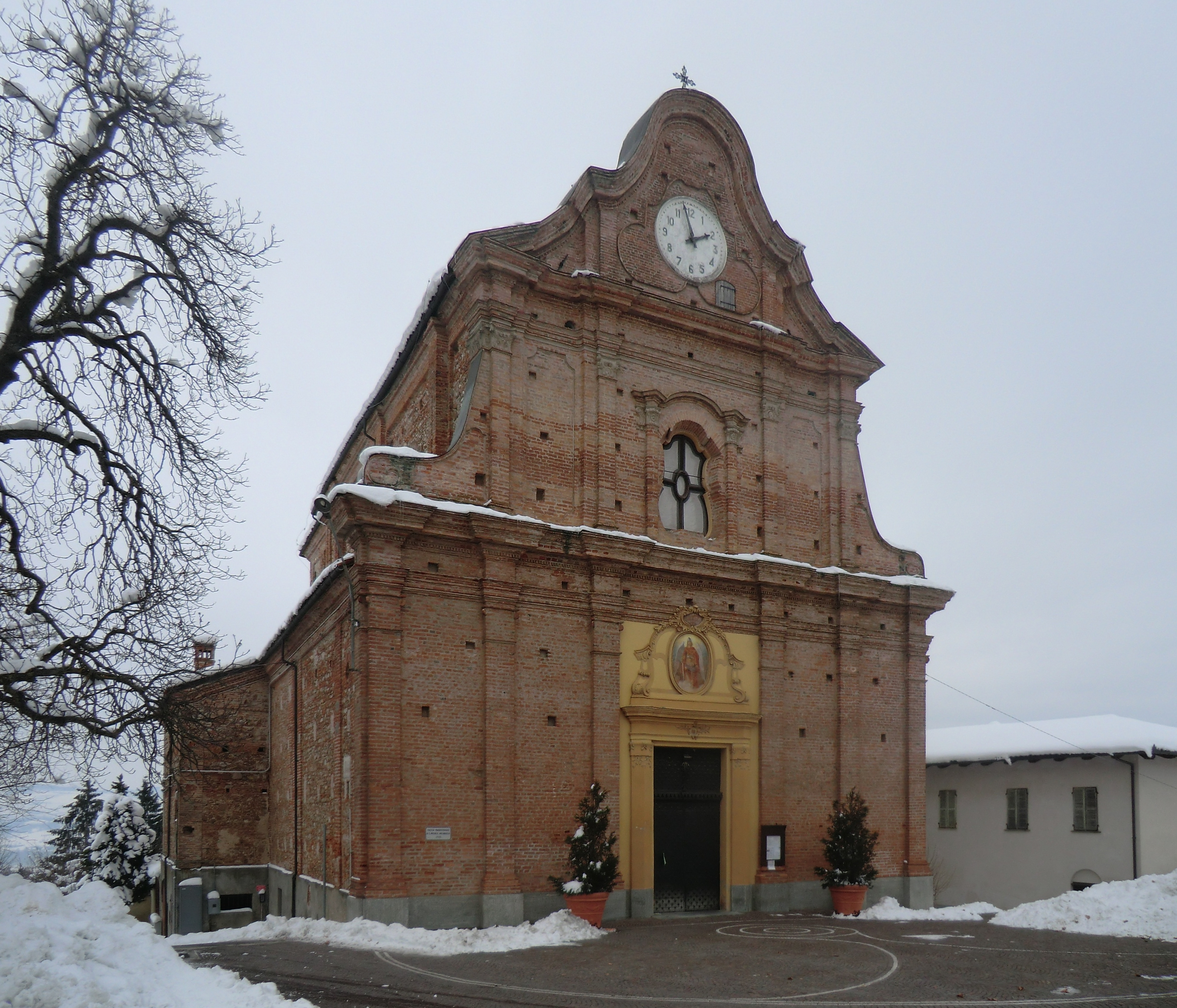
Pfarrkirche San Michele Arcangelo

Die Ligurier waren die erste bekannte Bevölkerung, die sich in der Gegend niederließ. Sie waren in verschiedene Stämme aufgeteilt, insbesondere das Gebiet von Lequio Tanaro wurde von den Bagienni besiedelt, die ihr Hauptzentrum im nahegelegenen Bene Vagienna, dem antiken Augusta Bagiennorum, hatten. Es wurden Grabsteine und Gräber gefunden, die von der römischen Präsenz in der Stadt zeugen.
Der Ortsname erscheint in Urkunden aus dem Jahr 872 als „Leuquio“, dann im Jahr 901 als „Leucum“, im Jahr 1029 als „Lequi“. Nach Ansicht einiger Gelehrter stellt es die Fortsetzung eines vorlateinischen Wortes „leuko“ dar, das dem lateinischen LUCUS ähnelt und daher für einige als „Holz“, für andere als „weiß“ zu interpretieren ist. Allerdings erscheint auch die These einer Vergleichbarkeit mit dem Personennamen keltischen Ursprungs Leucus nicht ausgeschlossen.
Es wurde in die Gemeinde Bene Vagienna eingegliedert, die zunächst vom Bischof von Asti autonom wurde (1293), dann an die Familie Savoyen überging (1387), die es den Adligen der Costa di Chieri als Lehen verlieh. Sie behielten die Herrschaft bis 1561, als Emanuele Filiberto es wieder in Besitz nahm. 1692 wurde die Gemeinde unabhängig.

## Sehenswürdigkeiten
- Die 1756 erbaute Pfarrkirche San Michele Arcangelo im Barockstil mit einem einzigen Kirchenschiff, das im Inneren durch eine Kirche bereichert wird Bilddekoration und vier Altäre mit polychromen Marmorseiten.
- Die Bruderschaftskirche der Weißen Disciplinanti, die dem Heiligen Namen Jesu und dem Heiligen Antonius von Padua geweiht ist, ebenfalls im Barockstil, mit einem einzigen Kirchenschiff.
- Die Pfarrkirche Sant'Onorato in Costamagna.
- Das Heiligtum der Madonna del Lago aus dem 9. Jahrhundert.